# .sb
.sb — в Інтернеті, національний домен верхнього рівня (ccTLD) для Соломонових островів.

## Домени 2-го та 3-го рівнів
В цьому національному домені нараховується близько 25,400 вебсторінок (станом на січень 2007 року).
У наш час використовуються та приймають реєстрації доменів 3-го рівня такі доменні суфікси (відповідно, існують такі домени 2-го рівня):
| Суфікс  | Регламентовані користувачі                    |
| .com.sb | Комерційні установи, корпорації               |
| .gov.sb | Державні та урядові установи                  |
| .net.sb | Провайдери, організації, пов'язані з мережами |
| .org.sb | Неприбуткові, неурядові організації           |